# Galičské jezero
Galičské jezero (rusky Галичское озеро) je jezero v Kostromské oblasti v Rusku. Má rozlohu 75,4 km². Je 17 km dlouhé a 6,4 km široké. Maximální hloubky dosahuje 5 m.

## Pobřeží
Dno je mírně skloněné, jílové. Břehy jsou nížinné a rovné.

## Vodní režim
Zdroj vody je sněhový, dešťový a částečně i podzemní. Zamrzá na konci října a rozmrzá uprostřed dubna. Do jezera ústí několik mělkých řek a odtéká řeka Vjoksa – levý přítok Kostromy.